# Reklama ambientowa

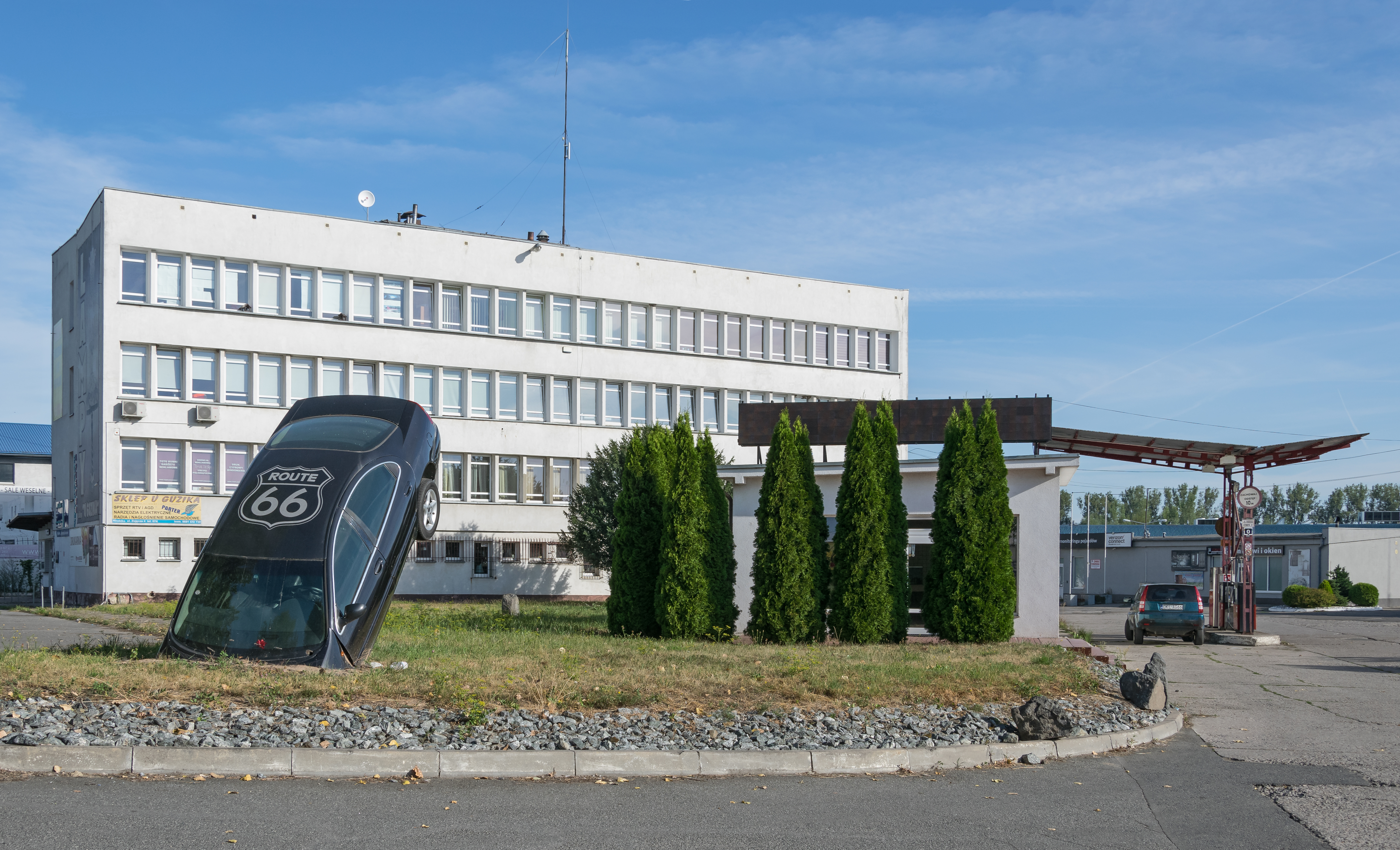
Reklama stacji benzynowej

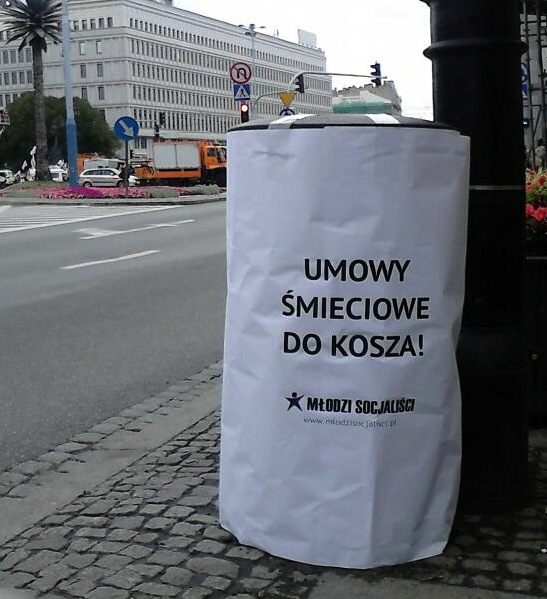
Reklama ambientowa Młodych Socjalistów na koszu na śmieci, demonstracja związkowa 14.09.2013 w Warszawie

Reklama ambientowa – wszelkie formy reklamy niestandardowej. Reklama na środkach komunikacji miejskiej (taksówki, autobusy, tramwaje, metro), na przystankach, samochód z banerem na dachu, cały outdoor oraz indoor (np. reklama w lokalach, reklama w klubach fitness, szkołach).
Łączy dziedziny ATL i BTL. Ambient jest realizowany na specjalne zamówienie klienta pod konkretny produkt i konkretną grupę docelową. Działa on nie tylko kreacją reklamową, ale także formą, w jakiej ona jest wyrażana. Są to zwykle tylko jednorazowe realizacje. Jest to forma reklamy ściśle kontekstowa, w której reklamodawca zwraca uwagę nie tylko na layout, ale także na cały kontekst umieszczenia reklamy. Reklama ambientowa charakteryzuje się wykorzystaniem jednostkowo lub jednocześnie kilku czynników do celów reklamowych. Może to być:
- niestandardowe wykorzystanie istniejących nośników reklamy, np. tablic reklamowych
- wykorzystanie przestrzeni kontekstowej
- wykorzystanie wnętrz w powiązaniu z ich funkcją, np. reklama Stop Piratom Drogowym PZU na szlabanach
- interakcja z otoczeniem
- interakcja z nośnikiem reklamowym
- nowe technologie, np. wykorzystanie technologii Bluetooth do ściągania dzwonków i tapet na telefon komórkowy, eksponowanych na nośniku reklamowym Bluetooth marketing.

Wykorzystanie co najmniej jednego z tych czynników, a najlepiej większej ich ilości jednocześnie, oznacza „ambientowość” kampanii reklamowej. Nie zawsze daje to korzystny efekt, zobacz np. kontrowersje w związku z kampanią 36.6.